# Campeonato Alemán de Fútbol 1942
El Campeonato Alemán de Fútbol 1942 fue la 35.ª edición de la máxima competición futbolística de Alemania.

## Ronda preliminar
- Blau Weiss Berlin 3-1 LSV Putnitz
- Borussia Fulda 0-2 Dessau 05
- Hamborn 07 1-1 Werder Bremen
- HUS Marienwerder 1-7 VfB Konigsberg
- FC Kaiserslautern 7-1 SV Waldhof Mannheim
- LSV Olmutz 0-1 First Vienna FC
- SC Planitz 5-2 LSV Boelcke Krakau
- SS Strassburg 2-0 Stuttgarter Kickers
- Stade Dudelingen 0-2 FC Schalke 04

### Desempate
- Werder Bremen 5-1 Hamborn 07

## Octavos de final
- Dessau 05 0-3 Blau Weiss Berlin
- FC Schalke 04 9-3 FC Kaiserslautern
- Kickers Offenbach 3-1 VfL Koln 99
- SC Planitz 2-1 Breslau 2
- SS Strassburg 2-1 FC Schweinfurt 05
- VfB Konigsberg 8-1 Polizei Litzmannstadt
- First Vienna FC 1-0 Germania Konigshutte
- Werder Bremen 4-2 Eimsbuttel

## Cuartos de final
- Blau Weiss Berlin 2-1 VfB Konigsberg
- FC Schalke 04 6-0 SS Strassburg
- Kickers Offenbach 4-3 Werder Bremen
- First Vienna FC 3-2 SC Planitz

## Semifinales
- Blau Weiss Berlin 2-3 First Vienna FC
- FC Schalke 04 6-0 Kickers Offenbach

## Tercer puesto
- Blau Weiss Berlin 4-0  Kickers Offenbach

## Final
| Schalke 04 | 2 – 0 | First Vienna FC |

|                                 |
| Campeón FC Schalke 04 6° título |